# Geréb (keresztnév)
A Geréb régi magyar személynév, mely a német Gerbert névből származik. Ennek jelentése gerely, dárda + fényes, híres.

## Gyakorisága
Az 1990-es években szórványos név, a 2000-es években nem szerepel a 100 leggyakoribb férfinév között.

## Névnapok
- március 16.[2]